# Ramosch
Ramosch je bývalá samostatná obec ve švýcarském kantonu Graubünden, okresu Engiadina Bassa/Val Müstair, dnes součást obce Valsot. Nachází se v údolí Engadin, asi 55 kilometrů severovýchodně od Svatého Mořice a 40 kilometrů východně od Davosu v nadmořské výšce 1 236 metrů. Má necelých 500 obyvatel.

## Geografie

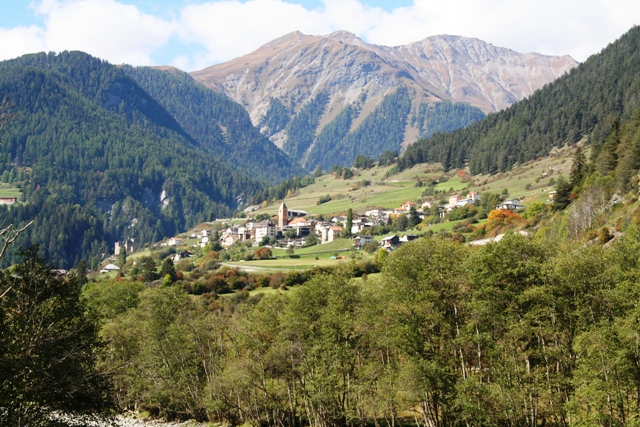
Panorama obce

Ramosch leží na levé straně údolí řeky Inn na konci údolí Val Sinestra a blízko dolního konce Engadinu. Částmi obce jsou menší osady Vnà, Seraplana a samota Raschvella. Historicky k této obci patřila také další samota Griosch a horní část Fimbatalu (rétorománsky Val Fenga) v jinak rakouském Paznauntalu.

## Obyvatelstvo a jazyky
Obyvatelé vesnice mluví převážně jazykem Vallader, což je dolnoengadinský dialekt rétorománštiny. V roce 1880 uvedlo rétorománštinu jako svůj mateřský jazyk 86 %, v roce 1910 95 % a v roce 1941 92 %. Navzdory rostoucí německy mluvící menšině se tento poměr do současnosti příliš nezměnil. Jediným úředním jazykem obce je stále rétorománština. Vývoj v posledních desetiletích ukazuje následující tabulka:
| Jazyky v Ramosch |                   |                   |                   |                   |                   |                   |
| Jazyk            | Sčítání lidu 1980 | Sčítání lidu 1980 | Sčítání lidu 1990 | Sčítání lidu 1990 | Sčítání lidu 2000 | Sčítání lidu 2000 |
| Jazyk            | Počet             | Podíl             | Počet             | Podíl             | Počet             | Podíl             |
| Němčina          | 44                | 9,69 %            | 59                | 13,35 %           | 61                | 13,86 %           |
| Rétorománština   | 399               | 87,89 %           | 363               | 82,13 %           | 370               | 84,09 %           |
| Italština        | 9                 | 1,98 %            | 15                | 3,39 %            | 2                 | 0,45 %            |
| Počet obyvatel   | 454               | 100 %             | 442               | 100 %             | 440               | 100 %             |